# Ойсхара
Ойсхара (чечен. Ойсхар) — город (с 1.01.2024, ранее — посёлок) в Гудермесском районе Чеченской Республики. Образует «Ойсхарское сельское поселение», как единственный населённый пункт в его составе.

## География
Город расположен у федеральной автотрассы «Р-217» (Кавказ), у северного подножья Качкалыкского хребта, в 15 км к юго-востоку от районного центра — Гудермес и в 53 км к востоку от города Грозный.
Ближайшие населённые пункты: на северо-западе — сёла Мелчхи и Шуани, на востоке — село Кошкельды, на юго-востоке — село Аллерой, на юге — село Ахмат-Юрт, на юго-западе — село Бачи-Юрт и на западе — село Иласхан-Юрт.

## История
Впервые селение Ойсунгур упоминается в документе, составленном кизлярским комендантом, генерал-майором Д. Ф. Еропкиным, под названием «Реестр горским владельцам», датируемом 1732 годом.
Естествоиспытатель и путешественник И. А. Гюльденштедт, путешествовавший по Кавказу 1770—1773 годах, отметил Ойсунгур как чеченское село.
О том что село было основано чеченцами, представителями тайпа цонтарой, свидетельствует А. А. Сулейманов.
Я. Рейнеггс в 1790-х годах отмечал, что жители Ойсунгура, составляя около 800 семей, «говорят на кумыкско-татарском». Однако, некоторые исследователи утверждение Я. Рейнеггса, что жители качкалыковских селений «произошли от татарского роду», не подтверждают и считают ошибочным. Так, предшественник Рейнеггса, географ и этнограф И. Гербер утверждал, что чеченцы говорят и на татарском языке. Так же А И. Гюльденштедт свидетельствовал о том, что чеченцы владели кумыкским языком.
По сведениям чеченского историка Явуса Ахмадова, основателями Кошкельды, Курчал-аул, Науруз-аул, Нойбер, Ойсунгур и Истису являлись нахчмахкоевские тайпы — аллерой, айткхаллой, билтой, беной, ихарой, гордалой, курчалой, сесаной, харачой, цонтарой, чартой, энгеной и шуоной.
Осенью 1820 года генерал И. В. Гурков, в целях пресечения ответных акций, для устрашения чеченцев полностью уничтожил селения Истису, Ойсунгур и др.
В 1821 году качкалыкские аулы Исти-Су, Ойсунгур и другие были истреблены полковником Грековым.
28 января 1928 года районный центр Гудермесского района был перенесён из селения Ойсунгур в село Гудермес.
В 1944 году, после выселения чеченцев и упразднения Чечено-Ингушской АССР, село Ойсунгур было переименовано в Новогрозненское и до 1951 года являлось центром Новогрозненского района Грозненской области.
В 1946 году селу был присвоен статус посёлка городского типа.
В 1989 году посёлок Новогрозненский был переименован в Ойсхара.
К 2009 году был лишён статуса посёлка городского типа и значился как посёлок Ойсхара или село Ойсхар.
С 1 января 2024 года посёлок был преобразован в город указом главы Чеченской Республики. Согласно Указу, сёла Верхний-Нойбер и Нижний-Нойбер преобразованы путем присоединения к посёлку Ойсхара с изменением его статуса в город Ойсхара.

## Население
| 1959    | 1970    | 1979    | 1989    | 2002    | 2010    | 2012    | 2013    | 2014    |
| ------- | ------- | ------- | ------- | ------- | ------- | ------- | ------- | ------- |
| 3648    | ↗5943   | ↗6865   | ↗8200   | ↗12 767 | ↘9489   | ↗9964   | ↗10 354 | ↗10 619 |
| 2015    | 2016    | 2017    | 2018    | 2019    | 2020    | 2021    | 2023    | 2024    |
| ↗10 985 | ↗11 267 | ↗11 546 | ↗11 801 | ↗12 062 | ↗12 242 | ↗19 415 | ↗19 686 | ↗19 992 |

Национальный состав
По данным Всероссийской переписи населения 2010 года:
| № | Национальность | Численность | Доля    |
| - | -------------- | ----------- | ------- |
| 1 | чеченцы        | 9475        | 99,85 % |
| 2 | другие         | 14          | 0,15 %  |

## Инфраструктура
Культура
- Дом культуры[39].

Образование
- Ойсхарская муниципальная средняя общеобразовательная школа[40].
- Ойсхарская государственная общеобразовательная школа № 2[41].
- Ойсхарская муниципальная средняя общеобразовательная школа № 3[42][43].

- Детский сад № 1[44].
- Детский сад № 2[45].
- Детский сад № 3[46].
- Муниципальное бюджетное общеобразовательное учреждение «Средняя общеобразовательная школа № 1 Ойсхарского сельского поселения».
- Ойсхарский спортивный комплекс.

## Религия
- Соборная мечеть Ойсхара имени Сулима Кадырова.

## Улицы
Улицы посёлка Ойсхар:
| - Улица 60 лет Победы, - Улица А-Х. Кадырова, - Улица А. Мамакаева, - Улица Авторханова, - Улица Алиева, - Улица Б. Сулейманова, - Улица Базарная, - Улица Беноевская, - Переулок Вайнаховский, - Улица Ватутина, - Улица Висаитова, - Улица Гагарина, - Переулок Гагарина, - Улица Гаражная, - Переулок Гаражный, - Улица Грозненская, - Улица Гудермесская, - Переулок Гудермесский, - Улица Дачиева, - Улица Джамбулатова, - Улица Димаева, - Улица Дружбы, - Переулок Дружбы, - Улица Дружбы Народов, - Улица Жукова, - Улица З. Харачоевского, - Улица Закавказская, - Переулок Закавказский, - Улица Идрисова, - Улица К. Маркса, - Улица Кавказская, - Переулок Кавказский, - Улица Казахская, - Улица Калинина, - Улица Карьерная, - Улица Киргизская, - Улица Кирова, - Переулок Комарова, | - Улица Комарова, - Улица Коммунальная, - Улица Коммунистическая, - Улица Комсомольская, - Переулок Комсомольский, - Улица Короткая, - Улица Котовского, - Переулок Крайний, - Улица Крайняя, - Улица Ларсановой, - Улица Ленина, - Улица Лермонтова, - Улица Лесная, - Улица Луговая, - Улица М. Айдамировой, - Улица М. Гайрбекова, - Улица М. Горького, - Улица М. Магомаева, - Улица М. Мамакаева, - Улица М. Эсамбаева, - Улица Мазаева, - Переулок Маркса, - Улица Махачкалинская, - Улица Мациева, - Улица Мира, - Улица Молодёжная, - Улица Нагорная, - Улица Нефтяная, - Улица Нефтяников, - Улица Новая, - Улица Ножай-юртовская, - Переулок Ножай-юртовский, - Улица Нурадилова, - Переулок Ойсхарский, - Улица Орджоникидзе, - Улица П. Захарова, - Улица Первомайская, | - Улица Пионерская, - Улица Победы, - Переулок Победы, - Улица Полевая, - Улица Пушкина, - Улица Р. Ахматовой, - Улица Рабочая, - Улица Ростовская, - Улица С-Б. Арсанова, - Улица С. Бадуева, - Улица С. Буркаева, - Улица Садовая, - Улица Сайханова, - Переулок Сайханова, - Улица Советская, - Переулок Советский, - Улица Т. Эльдарханова, - Улица Терешковой, - Улица Титова, - Улица Толстого, - Улица Умара Мовлетовича Кадырова, - Улица Ф. Арсановой, - Улица Х. Исаева. - Улица Х. Ошаева, - Улица Хизриева, - Улица Центральная, - Улица Чапаева, - Переулок Чапаева, - Улица Чехова, - Улица Чичерина, - Переулок Чичерина, - Улица Чкалова, - Улица Шерипова, - Улица Школьная, - Улица Шоссейная, - Улица Электроподстанция, - Улица Энгельса. |

## Галерея

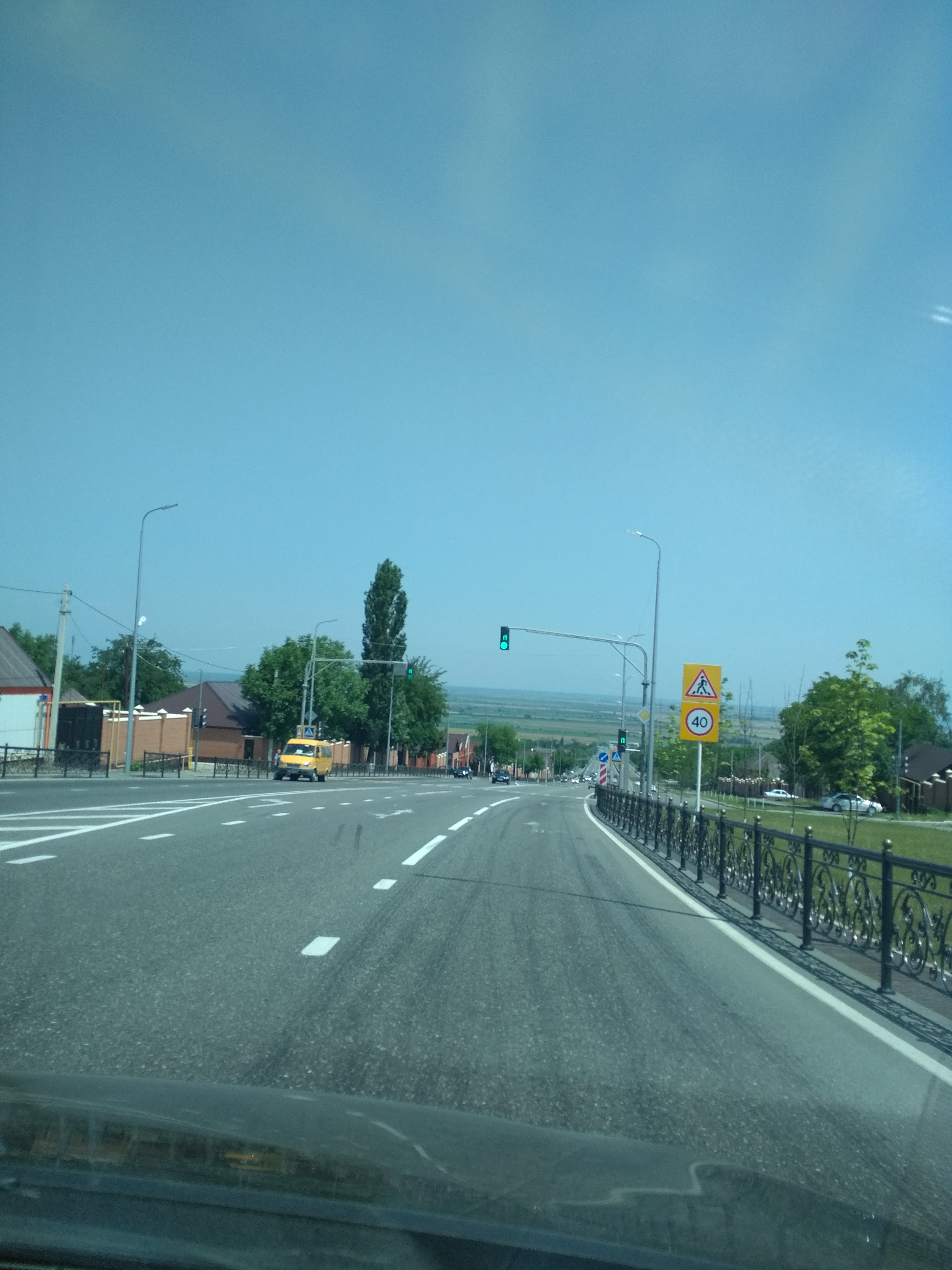
посёлок Ойсхара
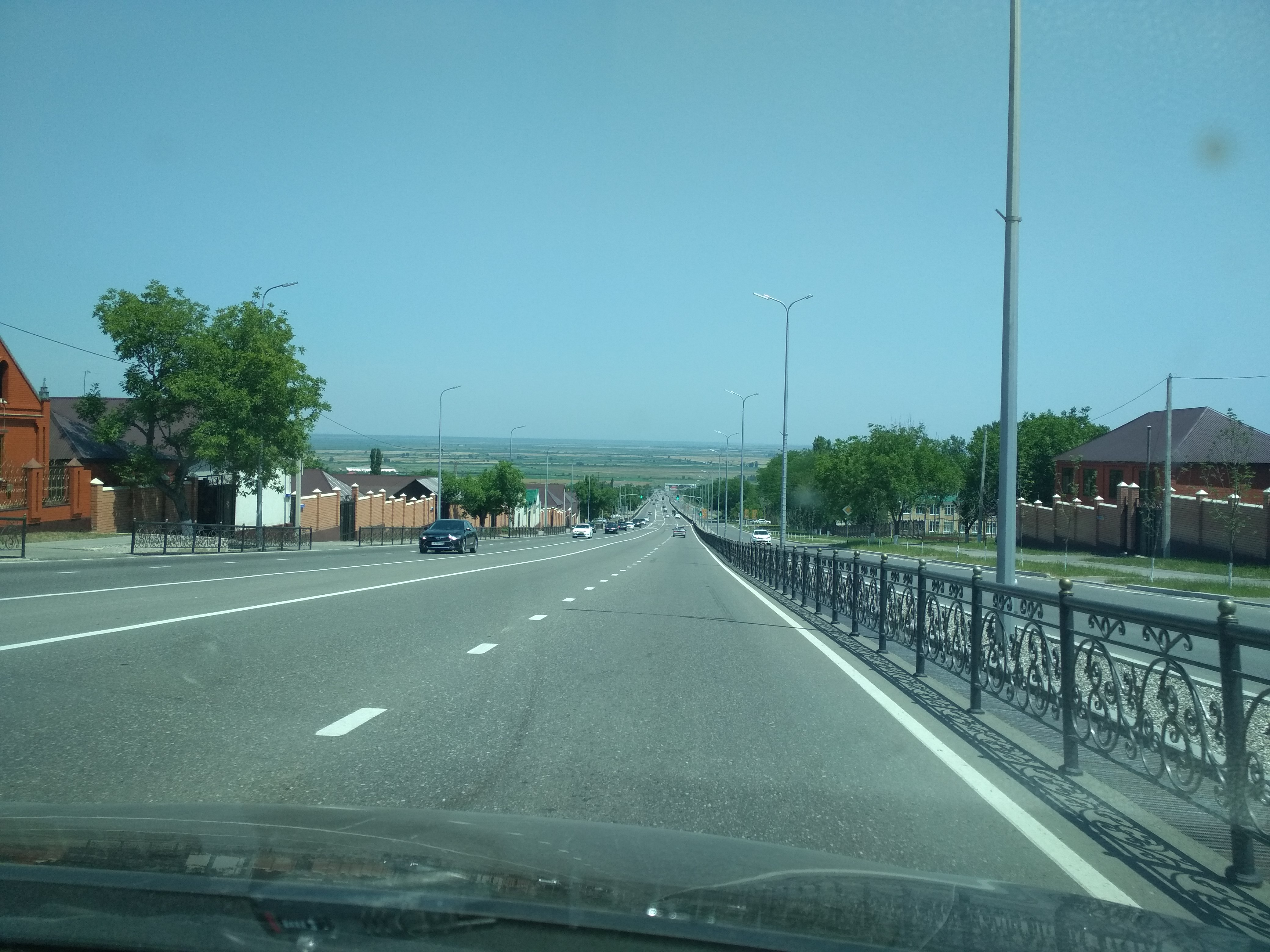
ул. Маршала Жукова
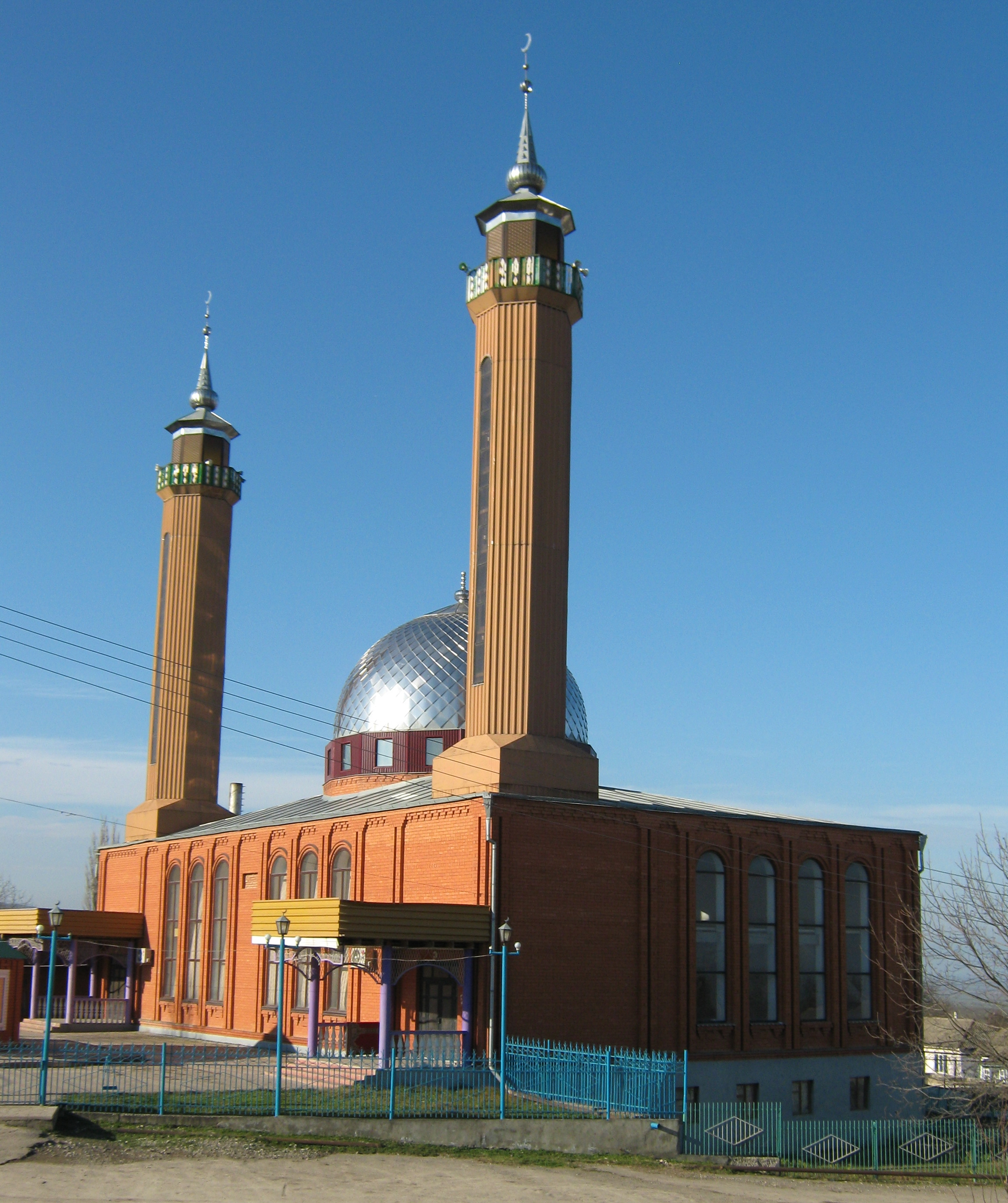
Мечеть в посёлке
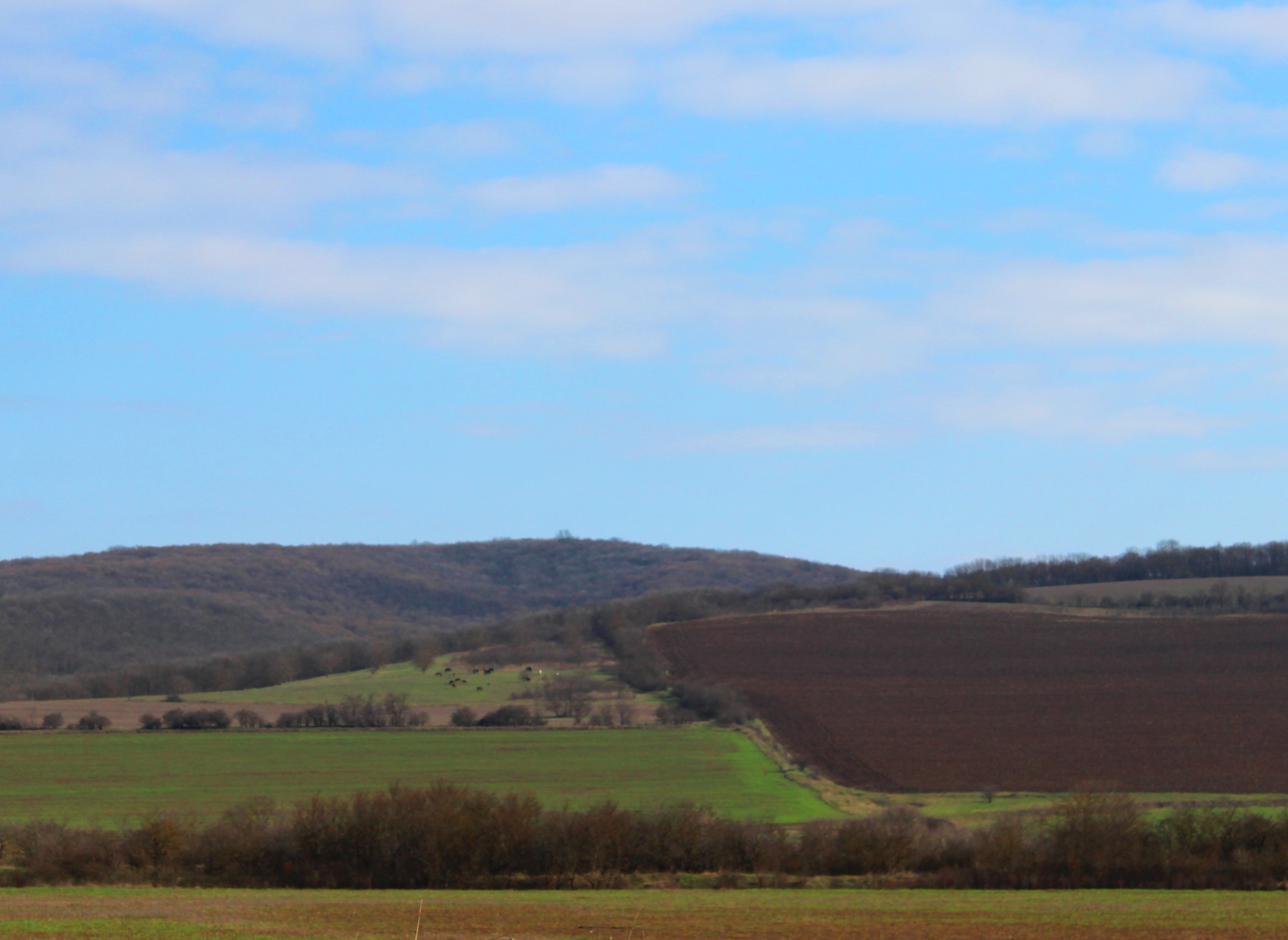
Качкалыковский хребет
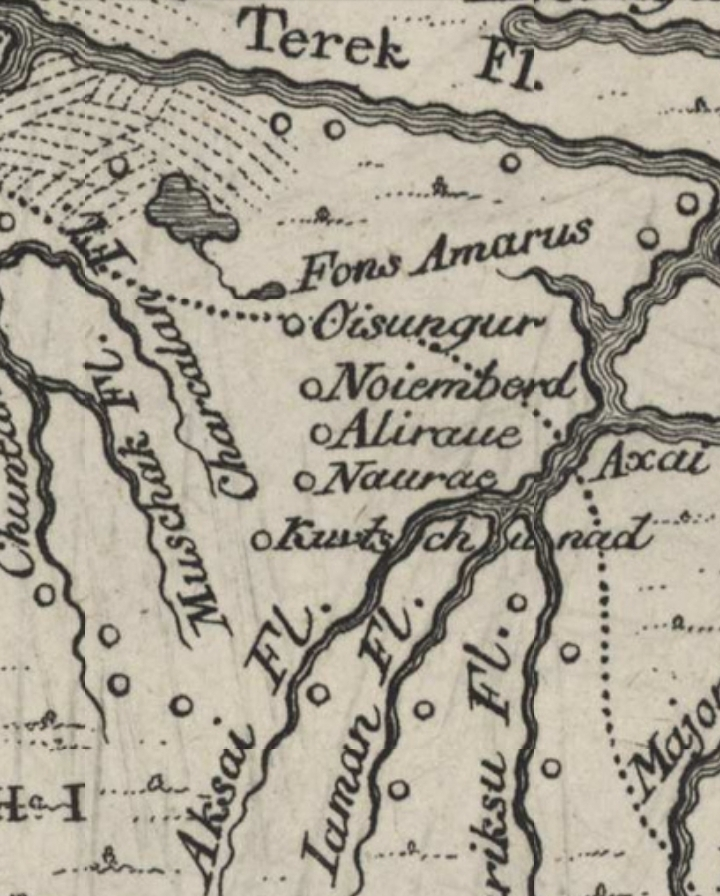
Ойсхар 1771 год.